# كارين مكدوجال
كارين مكدوجال (بالإنجليزية: Karen McDougal) وهي ممثلة وعارضة أزياء أمريكية ولدت في يوم 23 مارس 1971 في بلدة ميريلفيل في ولاية إنديانا في الولايات المتحدة ظهرت على مجلات بلاي بوي قارئو مجلات البلاي بوي صوتوا لها في سنة 1990 كثاني أفضل امرأة مثيرة في مجلات البلاي بوي.

## روابط خارجية
- كارين مكدوجال على موقع IMDb (الإنجليزية)
- كارين مكدوجال على موقع روتن توميتوز (الإنجليزية)
- كارين مكدوجال على موقع ألو سيني (الفرنسية)
- كارين مكدوجال على موقع أول موفي (الإنجليزية)
- كارين مكدوجال على موقع قاعدة بيانات الفيلم (الإنجليزية)
- كارين مكدوجال على موقع ليتربوكسد (الإنجليزية)
- كارين مكدوجال على موقع كينوبويسك (الروسية)